# 나이지리아 여자 축구 국가대표팀
나이지리아 여자 축구 국가대표팀은 나이지리아를 대표하는 여자 축구 대표팀으로 나이지리아 축구 협회에서 운영한다. "슈퍼 팰컨스"라는 별칭으로 알려져 있는 아프리카 여자 축구의 강호로 손꼽히며 1991년 2월 16일 가나와의 1991년 아프리카 여자 축구 선수권 대회 1라운드에서 국제 A매치 첫 경기를 치렀으며 이 경기에서 5-1의 대승을 거두었다.

## 국제 대회 경력

### FIFA 여자 월드컵
8번의 여자 월드컵 본선에 모두 출전하여 이 중 1999년 대회에서 8강에 이름을 올렸고 참가국이 24개로 늘어난 2번째 대회인 2019년 대회에서는 16강에 진출했다.

### 아프리카 여자 네이션스컵
1991년 아프리카 여자 축구 선수권 대회를 시작으로 13번의 아프리카 여자 네이션스컵 본선에 모두 출전하여 4강에서 탈락한 2008년과 2012년 대회를 제외한 모든 대회에서 우승컵을 들어올렸다.

### 하계 올림픽
올림픽 축구 본선에는 3번 출전하여 2004년 대회에서 8강에 이름을 올렸으나 나머지 2번의 대회에서는 모두 조별리그에서 탈락했으며 2012년과 2016년 대회에서는 예선에서 탈락하면서 본선 무대를 밟지 못했다.

### 올아프리카 게임 축구
올아프리카 게임 축구에는 3번 출전하여 금메달 2개(2003년, 2007년)를 수확했으나 2015년 대회에서는 4위에 머물렀다.

## 기타 국제 대회 경력
와푸존 B 여자 축구 대회에는 2번 참가하여 2018년 대회에서는 3위에 올랐고 2019년 대회에서는 우승을 차지했으며 2019년 4개국 여자 친선 축구 대회에서도 정상에 올랐으며 CAF에서 선정한 아프리카 올해의 여자 축구 대표팀상에도 무려 4번(2010년, 2014년, 2016년,2018년)을 수상하는 영예를 안았다.

## 성적

### FIFA 여자 월드컵
- 1991년: 조별 예선
- 1995년: 조별 예선
- 1999년: 8강
- 2003년: 조별 예선
- 2007년: 조별 예선
- 2011년: 조별 예선
- 2015년: 조별 예선
- 2019년: 16강
- 2023년: 16강

### 올림픽 축구
- 1996년: 진출 실패
- 2000년: 조별 예선
- 2004년: 8강
- 2008년: 조별 예선
- 2012년: 진출 실패
- 2016년: 진출 실패
- 2020년: 진출 실패
- 2024년: 조별 예선

### 아프리카 여자 네이션스컵
- 1991년: 우승
- 1995년: 우승
- 1998년: 우승
- 2000년: 우승
- 2002년: 우승
- 2004년: 우승
- 2006년: 우승
- 2008년: 3위
- 2010년: 우승
- 2012년: 4위
- 2014년: 우승
- 2016년: 우승
- 2018년: 우승
- 2022년: 4위
- 2024년: 우승

## 역대 감독
| 감독              | 임기        |
| ----------------- | ----------- |
| 요하네스 본프레러 | 1991        |
| 토마스 덴네르뷔   | 2017 ~ 2019 |

## 같이 보기
- 나이지리아 축구 국가대표팀